# ひき潮
「ひき潮」（ひきしお）は、松山千春が2009年5月20日にリリースした64枚目のシングル。

## 解説
36枚目のオリジナル・アルバムである『偶然と必然』と同日発売された。
本作のカップリング曲「涙ポロリ」は、上記アルバムには別ヴァージョンで収録されている。

## 収録曲
| 全作詞・作曲: 松山千春、全編曲: 服部克久（#1のみ）。 |                                  |          |            |      |
| #                                                    | タイトル                         | 作詞     | 作曲・編曲 | 時間 |
| 1.                                                   | 「ひき潮」                       | 松山千春 | 松山千春   | 4:24 |
| 2.                                                   | 「涙ポロリ」(弾き語り)           | 松山千春 | 松山千春   | 3:28 |
| 3.                                                   | 「ひき潮」(オリジナル・カラオケ) | 松山千春 | 松山千春   | 4:22 |
| 合計時間:                                            | 合計時間:                        | 12:14    |            |      |